# Aeroporto Internacional de Hamad
O Aeroporto Internacional de Hamad (IATA: DOH, ICAO: OTHH) (em árabe: مطار حمد الدولي) é o principal aeroporto internacional de Doha, capital do Catar. Ele substituiu o antigo aeroporto Internacional de Doha.
Anteriormente conhecido como Novo Aeroporto Internacional de Doha (NDIA), o Aeroporto Internacional Hamad estava originalmente programado para ser inaugurado em abril em 2009, mas após uma série de atrasos, o aeroporto finalmente abriu em 30 de abril de 2014, com um voo da Qatar Airways.

## Ligação externa
- Site oficial
- New Doha International Airport Project